# Wspinaczka sportowa na Letnich Igrzyskach Olimpijskich 2020
Zawody we wspinaczce sportowej na Letnich Igrzyskach Olimpijskich 2020 były rozegrane w dniu 4–7 sierpnia 2021 w Aomi Urban Sports Park.  Był to debiut zawodów wspinaczkowych na letnich igrzyskach olimpijskich, podczas których zawodnicy i zawodniczki rywalizowali w trzech konkurencjach.

## Zasady rozgrywania zawodów
Każdy kraj może wystawić maksymalnie dwóch zawodników w każdej dyscyplinie, więc jeśli liczba ta została przekroczona podczas eliminacji, wolne miejsca zajmował kolejny sportowiec z innego kraju. W zawodach wspinaczkowych przewidziany jest udział 20 wspinaczy w każdej dyscyplinie (kobiet i mężczyzn). Rozgrywana będzie w formule łącznej, ponieważ składa się ona z trzech konkurencji; boulderingu, prowadzenia oraz ze wspinaczki na czas. Po rozegraniu fazy klasyfikacyjnej 8 najlepszych wspinaczek i wspinaczy kwalifikuje się do fazy finałowej, w której walczą o medale. Wynik na każdym etapie zawodów jest obliczany (wynika) jako iloczyn miejsc uzyskanych (osiągniętych) przez zawodnika w poszczególnych konkurencjach (W ⇒ B x P x S). Wygrywa ten zawodnik, który będzie miał najmniejszy wynik (iloczyn) z tytułu zajętych miejsc np. zawodnik, który zajmie w poszczególnych konkurencjach 1, 5 i 8 miejsce to jego wynik końcowy wyniesie 40,00 bo 1 x 5 x 8 = 40.

## Harmonogram
| Sierpień 2021       | 1 Nd | 2 Pn | 3 Wt | 4 Śr | 5 Cz | 6 Pt | 7 Sb |
| ------------------- | ---- | ---- | ---- | ---- | ---- | ---- | ---- |
| Wspinaczka sportowa |      |      |      |      | 1    | 1    |      |

Legenda
|  | Kwalifikacje |  | Finały (ilość) |

Szczegóły
- Rodzaje rozgrywanych konkurencji w ramach wspinaczki w danym dniu[2][3];

B = bouldering, P = prowadzenie, S = na czas
| DataPłeć  | 3.08 | 3.08 | 3.08 | 4.08 | 4.08 | 4.08 | 5.08 | 5.08 | 5.08 | 6.08 | 6.08 | 6.08 |
| --------- | ---- | ---- | ---- | ---- | ---- | ---- | ---- | ---- | ---- | ---- | ---- | ---- |
| Mężczyźni | B    | P    | S    |      |      |      | B    | P    | S    |      |      |      |
| Kobiety   |      |      |      | B    | P    | S    |      |      |      | B    | P    | S    |

## Kwalifikacje
Zasady kwalifikacji
- Japonia jako gospodarz IO 2020 ma zapewnione jedno miejsce; w każdej konkurencji we wspinaczce sportowej kobiet oraz mężczyzn.
- Automatyczną kwalifikację uzyskało 7 najlepszych wspinaczy i wspinaczek z Mistrzostw Świata 2019.
- Kwalifikację uzyskało 6 najlepszych wspinaczy i wspinaczek ze światowych kwalifikacji do Igrzysk Olimpijskich, które odbyły się w Tuluzie[5].
- Dodatkowe miejsca można było uzyskać poprzez: mistrzostwa europejskie (1 miejsce), mistrzostwa panamerykańskie (1 miejsce), mistrzostwa afrykańskie (1 miejsce), mistrzostwa azjatycki (1 miejsce) oraz mistrzostwa  Oceanii (1 miejsce).
- Ostatnie dwa miejsca stanowić będą tzw. "dzikie karty".

## Uczestnicy
Do zawodów zostało zgłoszonych 20 wspinaczek i 20 wspinaczy z państw.

### Polscy reprezentanci
Polskę na igrzyskach olimpijskich reprezentowali: Aleksandra Mirosław

## Medaliści
| Konkurencja                          | Złoto               | Srebro            | Brąz           |
| Wspinaczka łączna mężczyzn szczegóły | Alberto Ginés López | Nathaniel Coleman | Jakob Schubert |
| Wspinaczka łączna kobiet szczegóły   | Janja Garnbret      | Miho Nonaka       | Akiyo Noguchi  |

## Klasyfikacja medalowa
* Gospodarz zawodów został zaznaczony tym kolorem.
| Klasyfikacja medalowa | Klasyfikacja medalowa | Klasyfikacja medalowa | Klasyfikacja medalowa | Klasyfikacja medalowa | Klasyfikacja medalowa |
| Pozycja               | Reprezentacja         | Złoto                 | Srebro                | Brąz                  | Razem                 |
| --------------------- | --------------------- | --------------------- | --------------------- | --------------------- | --------------------- |
| 1.                    | Hiszpania             | 1                     | 0                     | 0                     | 1                     |
| 1.                    | Słowenia              | 1                     | 0                     | 0                     | 1                     |
| 3.                    | Japonia               | 0                     | 1                     | 1                     | 2                     |
| 4.                    | Stany Zjednoczone     | 0                     | 1                     | 0                     | 1                     |
| 5.                    | Austria               | 0                     | 0                     | 1                     | 1                     |
| Ogółem                | Ogółem                | 2                     | 2                     | 2                     | 6                     |